# 锯爪弯尾蚤
锯爪弯尾蚤（学名：Camptocercus serratunguis）为盘肠蚤科弯尾蚤属的动物。在中国大陆，分布于新疆等地，多生活于湖汊草丛内。